# Dario Drežnjak
Dario Drežnjak (Mostar, 24 marzo 1998) è un cestista bosniaco con cittadinanza croata.

## Biografia
È il fratello maggiore di Mateo, anch'egli cestista.

## Palmarès
- Campionato bosniaco: 2

Široki: 2018-19, 2020-21
- Campionato croato: 1

Zara: 2022-23
- Coppa di Croazia: 1

Zara: 2024